# Љубав живи
Љубав живи е четиринадесетият албум на Цеца. Тъй като е осъдена на домашен арест заради финансови злоупотреби, Цеца не промотира албума, не гостува по телевизии, нито прави концерти. На обложката няма снимка, а само надписите: Miligram, Ceca, и, в червено сърце, „Ljubav živi“.
Към юли 2011 година албумът е продаден в над 145 000 екземпляра.

## Песни
1. Расуло
2. Хајде
3. Штета за мене
4. Играчка самоће
5. Она
6. Није ми добро
7. Хвата ме
8. Све што имам и немам
9. Љубав живи

Текст на песните 1,3,4,5,7 – Марина Туцакович и Лиляна Йоргованович. На песни 2,8 – Марина Туцакович. Песен 6 – Марина Туцакович, Гордана Урек и Лиляна Йоргованович, а на песен 9 – Александър Милич Мили. Музика на всички песни и беквокалист на песни 4,6,8,9 – Александър Милич-Мили. Аранжимент на всички песни – А. Милич-Мили, аранжимент на песни 2,5 – Иван Милошавлиевич. Беквокалист – Ивана Павлович.

## Видеоклипове
Всички песни имат видеоклипове. На тях е Цеца по време на записване на самите песни. Официалния видеоклип на песента „Расуло“ излезе на 3 май 2012 г.